# Карпюк Андрій Іванович
Андрій Іванович Карпюк (нар. 15 березня 1952) — радянський та український футболіст, виступав на позиції півзахисника та нападника.

## Кар'єра гравця
Футбольну кар'єру розпочав 1971 році в «Шахтарі». У футболці олександрійського клубу протягом чотирьох сезонів виступав в чемпіонаті УРСР. У 1975 році перейшов до «Зірки», яка виступавла в Другій лізі чемпіонату України. У сезоні 1975 року став другим найкращим бомбардиром команди (разом з Олександром Морозом). Також допоміг кіровоградцям виграти кубок УРСР. Наступного сезону відзначився 18-ма голами в Другій лізі та 1-м голом у кубку України став найкращим бомбардиром команди та отримав запрошення від «Чорноморця».
Сезон 1977 року розпочав вже в одеському клубі, у футболці якого дебютував 24 травня того ж року в програному (0:1) виїзному поєдинку 3-го туру Вищої ліги СРСР проти московського «Торпедо». Андрій вийшов на поле в стартовому складі, а на 75-й хвилині його замінив Володимир Кірєєв. Першим голом за «моряків» відзначився 31 травня 1977 року на 69-й хвилині нічийного (2:2) виїзного поєдинку 7-го туру Вищої ліги України проти бакинського «Нефтчі». Карпюк вийшов на поле в стартовому складі та відіграв увесь матч. У сезоні 1977 року зіграв 24 матчі в еліті радянського футболу, у футболці якого відзначився 5-ма голами. Проте потім почав виходити на поле рідше, а сезон 1979 році й взагалі розпочав у дублі одеситів.
По ходу сезону 1979 року повернувся до «Зірки». У 1980 році з 12-ма забитими м'ячами знову стає найкращим бомбардиром команди. Протягом перших двох сезонів залишався основним гравцем, але в 1981 році майже не грав (4 матчі в Другій лізі СРСР). Загалом же за період другої появи в «Зірці» у Другій лізі зіграв 94 матчі (21 гол). Про кар'єру гравця у період з 1982 по 1991 рік дані відсутні. У 1992 році виступав за «Благо» в чемпіонаті Одеської області, а в сезоні 1992/93 років — в аматорському чемпіонаті України. Також зіграв 1 матч за команду у кубку України. Футбольну кар'єру завершив 1993 року.

## По завершенні кар'єри
По завершенні кар'єри гравця працював в Одесі таксистом, виступав за футбольну команду таксопарку. Потім захопився тенісом, працював інструктором та тренером з вище вказаного виду спорту.

## Стиль гри
Як футболіст виділявся швидкісною грою, нестандартними та корисними діями, був універсалом, з успіхом міг зіграти і у півзахисті, а головне – у потрібний момент рятував команду, забиваючи вирішальні м'ячі. Додайте сюди вміння продавати пенальті.